# Powiat Burgenland
Burgenlandkreis – powiat w niemieckim kraju związkowym Saksonia-Anhalt. Został utworzony 1 lipca 2007, kiedy to do ówczesnego powiatu Burgenlandkreis dołączono powiat Weißenfels. Siedzibą powiatu Burgenland jest miasto Naumburg (Saale). Najbardziej na południe położony powiat kraju związkowego.

## Demografia
- 1990 – 245 946
- 1995 – 231 315
- 2000 – 222 262
- 2005 – 207 727
- 2006 – 205 097

## Wybory
Wybory do Kreistagu w 2007 r.
| CDU | SPD | Die Linke | FDP | Zieloni | NPD | BV-BLK1 | BBB² | BfW³ | Kandydat poj. | Razem |
| --- | --- | --------- | --- | ------- | --- | ------- | ---- | ---- | ------------- | ----- |
| 23  | 11  | 11        | 5   | 3       | 3   | 1       | 1    | 1    | 1             | 60    |

1Behindertenverband Burgenlandkreis e.V.

2BürgerBündnisBurgenland

3Bürger für Weißenfels

## Podział administracyjny
Powiat Burgenlandkreis składa się z:
- sześciu gmin miejskich (Stadt)
- jednej gminy samodzielnej (Einheitsgemeinde)
- czterech gmin związkowych (Verbandsgemeinde)

Gminy miejskie:
| Lp. | Nazwa gminy miejskiej | Ludność (31.12.2009) | Powierzchnia km² |
| --- | --------------------- | -------------------- | ---------------- |
| 1   | Hohenmölsen           | 10.691               | 75,31            |
| 2   | Lützen                | 9.299                | 108,28           |
| 3   | Naumburg (Saale)      | 34.454               | 129,88           |
| 4   | Teuchern              | 8.990                | 81,84            |
| 5   | Weißenfels            | 41.604               | 113,51           |
| 6   | Zeitz                 | 35.069               | 87,15            |

Gminy samodzielne:
| Lp. | Nazwa gminy samodzielnej | Ludność (31.12.2009) | Powierzchnia km² |
| --- | ------------------------ | -------------------- | ---------------- |
| 1   | Elsteraue                | 9.244                | 79,91            |

Gminy związkowe:
| Lp. | Nazwa gminy związkowej  | Ludność (31.12.2009) | Powierzchnia km² | Liczba gmin |
| --- | ----------------------- | -------------------- | ---------------- | ----------- |
| 1   | An der Finne            | 12.688               | 257,21           | 7           |
| 2   | Droyßiger-Zeitzer Forst | 9.908                | 144,16           | 5           |
| 3   | Unstruttal              | 17.536               | 199,67           | 7           |
| 4   | Wethautal               | 9.821                | 143,78           | 7           |

## Zmiany terytorialne
- 1 lipca 2009
  - Rozwiązanie gminy Röcken, przyłączenie terenu do Lützen
  - Rozwiązanie gmin Döbris, Geußnitz, Kayna, Nonnewitz i Würchwitz, przyłączenie terenu do Zeitz
  - Rozwiązanie gmin Herrengosserstedt, Klosterhäseler i Wischroda, stworzenie gminy An der Poststraße
  - Rozwiązanie gmin Billroda i Lossa, stworzenie gminy Finne
  - Rozwiązanie gmin Kahlwinkel, Saubach i Steinburg, stworzenie gminy Finneland
  - Rozwiązanie gmin Bucha, Memleben i Wohlmirstedt, stworzenie gminy Kaiserpfalz
  - Rozwiązanie gmin Möllern und Taugwitz, stworzenie gmin Lanitz-Hassel-Tal
  - Rozwiązanie gmin Altenroda, Golzen i Thalwinkel, przyłączenie terenu do miasta Bad Bibra
  - Rozwiązanie gmin Burgholzhausen i Tromsdorf, przyłączenie terenu do miasta Eckartsberga
  - Rozwiązanie gmin Burkersroda, Größnitz i Hirschroda, przyłączenie terenu do Balgstädt
  - Rozwiązanie gmin Pödelist, Schleberoda, Weischütz i Zeuchfeld, przyłączenie terenu do Freyburg (Unstrut)
  - Rozwiązanie gminy Wangen, przyłączenie terenu do Nebra (Unstrut)
  - Rozwiązanie gmin Baumersroda, Ebersroda, przyłączenie terenu do Gleina
  - Rozwiązanie gmin Burgscheidungen, Kirchscheidungen, przyłączenie terenu do Laucha an der Unstrut
  - Rozwiązanie wspólnoty administracyjnej An der Finne, stworzenie gminy związkowej An der Finne
- 1 stycznia 2010
  - Utworzenie gminy Molauer Land z gmin Abtlöbnitz, Casekirchen, Leislau i Molau
  - Wcielenie gminy Gieckau do Wethau
  - Utworzenie gminy Anhalt Süd z Meineweh, Pretzsch i Unterkaka
  - Utworzenie gminy Gutenborn z Bergisdorf, Droßdorf, Heuckewalde i Schellbach
  - Utworzenie gminy Schnaudertal z Bröckau i Wittgendorf
  - Przyłączenie gmin Breitenbach i Haynsburg do Wetterzeube
  - Przyłączenie gminy Weißenborn do Droyßig
  - Przyłączenie gmin Grana i Döschwitz do Kretzschau
  - Przyłączenie gmin Großgörschen, Muschwitz, Poserna, Rippach i Starsiedel do miasta Lützen
  - Przyłączenie gmin Granschütz i Taucha do miasta Hohenmölsen
  - Przyłączenie gmin Langendorf, Markwerben i Uichteritz do miasta Weißenfels
  - Przyłączenie gmin Goldschau, Heidegrund i Waldau do miasta Osterfeld
  - Przyłączenie gmin Crölpa-Löbschütz, Janisroda, Prießnitz i miasta Bad Kösen do Naumburg (Saale)
  - Przyłączenie gmin Luckenau i Theißen do miasta Zeitz
  - Przyłączenie gmin Löbitz i Görschen do Mertendorf
- 1 stycznia 2011
  - Przyłączenie gmin Dehlitz (Saale), Sössen i Zorbau do miasta Lützen

Rozwiązanie wspólnoty administracyjnej Lützen-Wiesengrund
  - Utworzenie miasta Teuchern z miasta Teuchern oraz gmin Deuben, Gröben, Gröbitz, Krauschwitz, Nessa, Prittitz i Trebnitz

Rozwiązanie wspólnoty administracyjnej Vier Berge-Teucherner Land.
- 1 sierpnia 2011
  - Zmiana nazwy gminy Anhalt Süd na Meineweh